# Alex Lanipekun
Alex Lanipekun (Londres, 7 de abril de 1981) es un actor británico, más conocido por haber interpretado a Ben Kaplan en la serie británica basada en el espionaje Spooks. 

## Datos personales
Alex es de origen africano, inglés e italiano, mide 6' 1" (1,85 m); disfruta de la música, la escritura, la guitarra y la poesía.
Lanipekun estudió en la prestigiosa escuela "R.A.D.A.", pero lo dejó pronto para unirse al elenco de la serie Spooks.
Sale con la actriz Nathalie Emmanuel.

## Carrera
En 2007 ganó el prestigioso Premio Carlton Hobbs, por incorporarse a Drama Rep, en el invierno. Ese mismo año se unió al elenco de la exitosa serie británica Spooks, donde dio vida al periodista convertido en agente Ben Kaplan hasta 2008. El mismo año se unió a Ashley in Apples y a Oranges para el canal 4. En 2008 interpretó a Eric en Red in Wig Out!, obra que se presentó en el Royal Court Theatre. Apareció en la obra de teatro Dimetos en el Donmar Warehouse, la obra fue dirigida por Douglas Hodge.
En 2012 se unió al elenco del programa The Interrogation, donde interpreta al detective sargento Sean Armitage. Ese mismo año apareció en dos episodios de la exitosa serie The Borgias, donde interpretó a Mohammed. En marzo de 2016, se anunció que se había unido al elenco principal de la serie Spark, donde dio vida a Christian.

## Filmografía

### Series de televisión
| Año         | Serie                    | Personaje          | Notas                                 |
| ----------- | ------------------------ | ------------------ | ------------------------------------- |
| 2022        | The Rising               | Daniel Sands       | 8 episodios                           |
| 2019        | Riviera                  | Raafi Al-Qadar     | Regular                               |
| 2018        | Troy: Fall of a City     | Pandarus           | 6 episodios                           |
| 2014–2015   | Homeland                 | Hank Bonham        | 4 episodios                           |
| 2015        | A.D. The Bible Continues | Asher              | 2 episodios                           |
| 2014        | The Missing              | Chris              | 2 episodios                           |
| 2014        | Homeland                 | Hank Wonham        | 3 episodios                           |
| 2014        | 24: Live Another Day     | James Harman       | 3 episodios                           |
| 2013        | London Irish             | Doctor Lewin       | episodio # 1.5                        |
| 2013        | Big Bad World            | Steve              | 5 episodios                           |
| 2013        | Way to Go                | Eddie              | episodio "The End of the Beginning"   |
| 2012        | The Interrogation        | Det. Sean Armitage | -                                     |
| 2009, 2012  | Coming Up                | Ashley/Andy        | 2 episodios                           |
| 2012        | The Borgias              | Mohammed           | 2 episodios                           |
| 2011        | Death in Paradise        | Benjamin Lightfoot | 2 episodios                           |
| 2010        | National Theatre Live    | Laertes            | episodio "Hamley"                     |
| 2010        | Being Human              | Saul               | 2 episodios                           |
| 2009        | Beautiful People         | Tiger              | episodio "How I Got My Water Feature" |
| 2007 - 2008 | Spooks                   | Ben Kaplan         | 12 episodios                          |

### Películas
| Año  | Título             | Personaje     | Notas |
| ---- | ------------------ | ------------- | --- |
| 2016 | Grimsby            | -             | junto a Isla Fisher, Rebel Wilson, Mark Strong, Penélope Cruz, Annabelle Wallis, Sacha Baron Cohen & Ian McShane   |
| 2015 | Legacy             | Alex          | junto a Akshay Kumar, Steven Cree, Olivia Chenery & Tom Davis                                                      |
| 2015 | Killing Jesus      | Hyrcanus      | junto a Stephen Moyer, Rufus Sewell, John Rhys-Davies, Kelsey Grammer, Eoin Macken, Aneurin Barnard & Klára Issová |
| 2014 | Resonant Frequency | Tyrone        | corto - junto a Sharea Samuels, Corinne Skinner-Carter, Danny Devall & Alex Harvey                                 |
| 2014 | Second Coming      | Michael       | junto a Nadine Marshall, Idris Elba, Nicola Walker, David Fernández & Kai Francis Lewis                            |
| 2013 | 5 Minutes          | Scott         | corto - junto a Ellen Thomas, Chizzy Akudolu & Paul Blackwell                                                      |
| 2012 | Twenty8k           | Jude Clarke   | junto a Parminder Nagra, Kaya Scodelario & Stephen Dillane                                                         |
| 2012 | Dead Europe        | Red           | junto a Marton Csokas, Kodi Smit-McPhee & William Zappa                                                            |
| 2011 | Blitz              | Precocious PC | junto a Jason Statham & Luke Evans                                                                                 |
| 2001 | The Fourth Angel   | Mugger 2      | junto a Jeremy Irons & Jason Priestley                                                                             |

### Teatro
| Año  | Obra                             | Personaje               | Teatro              | Director       | Notas                              |
| ---- | -------------------------------- | ----------------------- | ------------------- | -------------- | ---------------------------------- |
| 2010 | Hamlet                           | Laertes                 | National Theatre    | -              | -                                  |
| 2009 | Dimetos                          | Danilo                  | Donmar Warehouse    | Douglas Hodge  | junto a Jonathan Pryce             |
| -    | Barbarians                       | Yefim/Doctor Makarov    | [ R.A.D.A. ]        | Simon Cox      | -                                  |
| 2008 | Wig Out!......The Play           | Eric                    | Royal Court Theatre | Dominic Cooke  | junto a Drew Caiden & Billy Carter |
| -    | Scenes from the Big Picture      | Sammy Lennon            | [ R.A.D.A. ]        | Nona Shepphard | -                                  |
| -    | A Mouthful of Birds              | Derek/Pentheus          | [ R.A.D.A. ]        | Che Walker     | -                                  |
| -    | Machinal                         | Doctor/Abogado/Guardia  | [ R.A.D.A. ]        | Toby Frow      | -                                  |
| -    | Carmen 1936                      | José                    | [ R.A.D.A. ]        | Alex Clifton   | -                                  |
| -    | An Ideal Husband                 | Lord Goring             | [ R.A.D.A. ]        | Melanie Jessop | -                                  |
| -    | Cupid’s Revenge                  | Leucippus               | [ R.A.D.A. ]        | Greg de Polnay | -                                  |
| -    | Through the Shadows with O’Henry | Mr Easton/Various Roles | [ R.A.D.A. ]        | David Salter   | -                                  |
| -    | Odysseus                         | Eumaos                  | [ R.A.D.A. ]        | Tamara Harvey  | -                                  |
| -    | As You Like It                   | Jaques/Duke Frederick   | [ R.A.D.A. ]        | Dee Cannon     | -                                  |
| -    | Ghosts                           | Pastor Mandes           | [ R.A.D.A. ]        | Jennie Buckman | -                                  |

## Premios y nominaciones
| Año  | Premio              | Resultado |
| ---- | ------------------- | --------- |
| 2007 | Carlton Hobbs Award | Ganador   |